# جورجيوس جاورجيادس
جورجيوس جاورجيادس هو منافس ألعاب قوى يوناني، ولد في 20 مايو 1948.

## وصلات خارجية
- جورجيوس جاورجيادس على موقع أوليمبيديا (الإنجليزية)